# Daptolestes
Daptolestes – rodzaj muchówek z rodziny łowikowatych i podrodziny Brachyrhopalinae. Obejmuje sześć opisanych gatunków. Wszystkie są endemitami Australii.

## Morfologia
Muchówki te osiągają przeciętne jak na przedstawicieli rodziny rozmiary ciała. Oskórek mają ubarwiony czarno lub brązowo. Głowa ma twarz porośniętą dużymi i przylegającymi szczecinkami oraz gęstą brodą (mystax) z długich i grubych szczecin barwy białej, czarnej lub obu tych kolorów. Długie, brązowe czułki mają dwuczłonowe biczyki.
Tułów ma ciemny znak pośrodku śródplecza, wachlarz sterczących włosków na tylnej krawędzi tarczki oraz po trzy pionowe pasy z gęstych i drobnych włosków na pleurach. Skrzydło jest przezroczyste z przyciemnieniem części przedniej, sięgającym do żyłki medialnej i piątej gałęzi żyłki radialnej, ku tyłowi przedłużonym do nasady komórki dyskalnej. Odnóża są brązowe z czarnymi pasami na spodach ud.
Odwłok jest krótki i wyraźnie przewężony w przedniej części. Samica ma U-kształtne widełki genitalne, długą, u nasady nabrzmiałą i w części odsiebnej skręconą spermatekę oraz bardzo długi przewód dystalny spermateki. Genitalia samców charakteryzują się wyodrębnionym, trójkątnym gonokoksytem, prawie trójkątnym i u szczytu rozdwojonym gonostylikiem oraz długim i sztywnym fallusem z szeregiem małych zadziorów na tylnej krawędzi.

## Taksonomia
Takson ten wprowadzony został w 1962 roku przez Franka Montgomery’ego Hulla jako podrodzaj w obrębie rodzaju Austrosaropogon. Do rangi osobnego rodzaju wyniesiony został w 1989 roku przez Grega Danielsa. W 2020 roku Isabella J. Robinson, Li Xuankun i David Keith Yeates dokonali morfologicznej analizy filogenetycznej oraz rewizji taksonomicznej rodzaju, wydzielając zeń nowy rodzaj Humorolethalis.
Do rodzaju tego należy 6 opisanych gatunków, których relacje filognetyczne przedstawia poniższy kladogram:
|  | Daptolestes feminategus Robinson, Li et Yeates, 2020   |
|  |                                                        |
|  | Daptolestes illusiolautus Robinson, Li et Yeates, 2020 |
|  |                                                        |

|  | Daptolestes nicholsoni (Hull, 1962)                                                                                                |
|  | |
|  | \| \| Daptolestes limbipennis (Macquart, 1846) \| \| \| \| \| \| Daptolestes bronteflavus Robinson, Li et Yeates, 2020 \| \| \| \| |
|  | |
|  | Daptolestes limbipennis (Macquart, 1846)                                                                                           |
|  | |
|  | Daptolestes bronteflavus Robinson, Li et Yeates, 2020                                                                              |
|  | |

|  | Daptolestes limbipennis (Macquart, 1846)              |
|  |                                                       |
|  | Daptolestes bronteflavus Robinson, Li et Yeates, 2020 |
|  |                                                       |

|  | Daptolestes feminategus Robinson, Li et Yeates, 2020   |
|  |                                                        |
|  | Daptolestes illusiolautus Robinson, Li et Yeates, 2020 |
|  |                                                        |

|  | Daptolestes nicholsoni (Hull, 1962)                                                                                                |
|  | |
|  | \| \| Daptolestes limbipennis (Macquart, 1846) \| \| \| \| \| \| Daptolestes bronteflavus Robinson, Li et Yeates, 2020 \| \| \| \| |
|  | |
|  | Daptolestes limbipennis (Macquart, 1846)                                                                                           |
|  | |
|  | Daptolestes bronteflavus Robinson, Li et Yeates, 2020                                                                              |
|  | |

|  | Daptolestes limbipennis (Macquart, 1846)              |
|  |                                                       |
|  | Daptolestes bronteflavus Robinson, Li et Yeates, 2020 |
|  |                                                       |